# Rollins Band
Rollins Band foi uma banda estadunidense de rock liderada por Henry Rollins, o vocalista do Black Flag.
Eles são mais conhecidos por suas músicas "Low Self Opinion" e "Liar", que conseguiu bastante destaque na MTV, ainda no começo dos anos 1990. O crítico Steve Huey, descreve a música deles como sendo "intransigente, intensa, com fusões catárticas do hard rock, funk, pós-punk, noise, do jazz e do experimentalismo, com Rollins gritando nervoso..."
Em 2000, a Rollins Band foi incluída na lista do "Greatest Artists of Hard Rock", da VH1, ficando na 47º posição.

## História

### Começo
Rollins era o vocalista da State of Alert, um grupo punk de Washington, D.C., de 1980 a 1981. Após o término da State of Alert, ele ingressou no Black Flag, outra banda punk, onde permaneceu de agosto de 1981 até o fim da banda, em meados de 1986. O Black Flag, nesse meio tempo, já havia chamado um pouco de atenção no mainstream, tornando-se assim uma das mais importantes bandas de punk rock dos anos 1980.
Menos de um ano após o fim do Black Flag, Henry Rollins voltou à música com o guitarrista Chris Haskett, o baixista Bernie Wandel, e também com o baterista Mick Green.
Com essa formação, a banda gravou dois álbuns: o primeiro foi intitulado de Hot Animal Machine, já o segundo ficou conhecido como Drive by Shooting (cujo nome da banda saiu como "Henrieta Collins and the Wifebeating Childhaters"). O som que eles faziam era bastante similar ao som do Black Flag, porém eles misturavam mais elementos do heavy metal e do jazz em suas músicas.

### Primeira edição (1987 – 1994)
Pouco tempo depois, Henry Rollins fundou a Rollins Band (acompanhado pelo guitarrista Chris Haskett, o baixista Andrew Weiss, e pelo baterista Sim Cain). A título de curiosidade, Weiss e Cain haviam tocado juntos no Gone, uma banda de rock instrumental liderada por Greg Ginn, o ex-guitarrista do Black Flag. Theo Van Rock, o engenheiro de som, também acabou sendo creditado como membro da banda.
Os críticos Ira Robbins e Regina Joskow descreveram essa formação da banda como sendo "brilhante, um conjunto forte... a banda não toca punk (e sim um som estilo pesado de jazz, de forma bastante parecida com Jimi Hendrix), mas o que eles fazem juntos têm a força de ambos."

### Segunda edição (1994 – 1997)
Weiss foi demitido da Rollins Band logo após a turnê do álbum The End of Silence; ele acabou sendo substituído por Melvin Gibbs, um baixista experiente e com fortes influências jazzísticas, que havia sido bastante elogiado pelo guitarrista Vernon Reid.
Em toda a história da Rollins Band, essa é a formação que mais tem evidentes influências do jazz. O baixista Melvin Gibbs havia começado a sua carreira com o grupo do baterista Ronald Shannon Jackson, e havia trabalhado também com músicos de alto escalão do jazz, tais como Sonny Sharrock e Miles Davis. Nessa era, a Rollins Band gravou com Charles Gayle, um incendiário saxofonista de jazz. Entetanto essas sessões de gravação ficaram dez anos sem serem lançadas.
O primeiro videoclipe do álbum Weight (de 1994), foi o "Liar", que acabou tornado-se um grande sucesso na MTV. Nesse vídeo, Henry Rollins aparece interpretando diferentes personagens, que vai de um simples homem de camiseta preta até mesmo um super-homem. A banda tocou também no Woodstock '94, aumentando ainda mais o sucesso deles. Nessa época, Henry Rollins já apresentava alguns programas da MTV, incluindo o 120 Minutes.
A Rollins Band assinou então com a gravadora DreamWorks Records, o que resultou no álbum Come In and Burn. O álbum não conseguiu o mesmo sucesso de Weight, mas, pouquíssimo tempo após a turnê do Come In And Burn, Henry Rollins dissolveu a formação clássica da banda, alegando estagnação criativa.

### Terceira edição (1997 – 2003)
Rollins substituiu os membros clássicos (que eram Chris Haskett, Melvin Gibbs e Sim Cain), e acabou substituindo-os pelos membros da Mother Superior, uma banda de Los Angeles. A banda era completamente outra, o som era diferente. A única coisa que continuou igual foi o nome. Com essa nova formação, a Rollins Band gravou os álbuns Get Some Go Again (de 2000) e Nice (de 2001). Também gravaram um álbum duplo ao vivo, intitulado de The Only Way to Know for Sure. Essa formação deixava ainda mais evidente a força do hard rock, pois, ainda no primeiro álbum, eles fizeram um cover de "Are You Ready?" do Thin Lizzy. Henry Rollins também demonstrava bastante carinho por Phil Lynott.
Em 2003, a Rollins Band lançou o álbum "Rise Above: 24 Black Flag Songs to Benefit the West Memphis Three". O álbum trazia um monte de vocalistas convidados, entre eles Lemmy Kilmister, Chuck D e Corey Taylor. Todos eles cantando músicas do Black Flag.

### Quarta edição (2006)
Envolvido em outros compromissos (entre eles, o seu programa de rádio Harmony In My Head; seu programa na tevê a cabo The Henry Rollins Show; e suas turnês de spoken word), Henry Rollins acabou reunindo a formação clássica da banda, que consistia em Chris Haskett, Melvin Gibbs e Sim Cain.
Em um post no blog henryrollins.com, Rollins admitiu: "Na verdade, nós estivemos praticando em segredo durante muito meses, até chegarmos a um resultado satisfatório juntos... Tem sido muito bom estar ensaiando de novo com essas caras, após todos esses anos".
A banda abriu alguns shows para a banda X, e tocou também no fim da primeira temporada do The Henry Rollins Show, em 12 de agosto de 2006.
Henry Rollins afirmou para Alan Sculley (do The Daily Herald), durante uma entrevista, que a sua reunião com a formação clássica da banda não tornaria-se algo muito duradouro, ao menos que o grupo decidisse escrever novas músicas: "Vamos explicar desse jeito. Eu não quero sair e surpreender a América novamente sem um novo álbum, ou ao menos sem um material novo que valha a pena. Caso contrário, faltará legimitidade. Miles Davis nunca faria isso. E eu também não estou no período de fazer outros hits de sucesso. Eu acho que uma banda - se você está mesmo interessado em se manter no negócio - estar sempre movendo-se para frente. Você deve colocar o seu tempo nela e trabalhar nela, só assim você conseguirá a arte. Caso contrário, você não sai do lugar ..."

## Membros
- Henry Rollins – vocal líder (1987–2003, 2006)
- Chris Haskett – guitarra (1987–1997, 2006)
- Andrew Weiss – baixo (1987–1992)
- Sim Cain – bateria, percussão (1987–1997, 2006)
- Theo Van Rock – engenheiro de som (1987–1997, 2006)
- Melvin Gibbs – baixo (1993–1997, 2006)
- Jim Wilson – guitarra, piano (1999–2003)
- Marcus Blake – baixo (1999–2003)
- Jason Mackenroth – bateria, percussão, saxofone (1999–2003)
- Keith Morris – vocal líder (na turnê "Rise Above" de 2003)

## Discografia

### Álbuns de estúdio
- Life Time, (1987)
- Hard Volume, (1989)
- The End of Silence, (1992)
- Weight, (1994)
- Come In and Burn, (1997)
- Get Some Go Again, (2000)
- Nice, (2001)
- Rise Above: 24 Black Flag Songs to Benefit the West Memphis Three (2002)

### Álbuns ao vivo
- Live Split Album com a banda alemã Gore – Gravado ao vivo em El Mocambo, Toronto, Ontario, 17 de maio de 87 (1987)
- Do It – Outtakes de estúdio e músicas ao vivo (1988)
- Turned On (1990)
- Electro Convulsive Therapy (1993)
- Insert Band Here: Live In Australia, 1990 (1999)
- A Clockwork Orange Stage (2001)
- The Only Way to Know for Sure - Live in Chicago (2002)

### Demos, EPs e singles
- Hot Animal Machine /Drive By Shooting - EP, (1986)
- Disconnect - single, (1994)
- Liar - single, (1994)
- Yellow Blues - demos do Álbum Get Some Go Again, (2001)
- A Nicer Shade of Red - demos do Álbum Nice, (2001)
- The End of Silence Demos, (2002)
- Weighting, (2003)
- Come in And Burn Sessions, (2004)